# Michael Ryan (artista)
Michael Ryan é um artista de histórias em quadrinhos que tem trabalhado para a Marvel Comics.
Em 2004, a Marvel assinou um contrato de três anos com Ryan, cujo primeiro trabalho foi New X-Men: Academy X, com Nunzio DeFilippis e Christina Weir. O editor-chefe da Marvel, Joe Quesada, chegou a comentar: "Não queremos ele em nenhum outro lugar, mas aqui!".
Ryan teve um breve mandato na premiada série Fugitivos da Marvel com o escritor Joss Whedon. Ele e Sara Pichelli fizeram o roteiro de X-Men: Manifest Destiny #5 em 2008. Ele também desenhou brevemente a minissérie Mística, assim como a série New Excalibur com o escritor Chris Claremont.